# Hermann Rost
Ludwig Adolf Hermann Rost (* 24. Mai 1822; † 24. Mai 1896 in Leipzig) war ein deutscher Buchhändler und Verleger.

## Leben
Hermann Rost wurde als Sohn des Buchhändlers Christian Friedrich Adolf Rost (1790–1856) geboren, der seit 1819 Teilhaber der J. C. Hinrichs’sche Buchhandlung war. Sein Vater wurde 1840 alleiniger Besitzer des Unternehmens, am 1. Januar 1850 nahm er Hermann Rost als Teilhaber auf. Nach dem Tod des Vaters 1856 war Hermann Rost alleiniger Leiter der Buchhandlung. Ein Jahr später veröffentlichte Rost erstmals ein Werk über Ägyptologie von Heinrich Brugsch. Im Jahr 1863 folgte die Zeitschrift für Ägyptische Sprache und Altertumskunde. In den Folgejahren veröffentlichten dort viele deutsche Ägyptologen wie Brugsch, Johannes Dümichen, August Eisenlohr und zahlreiche andere. In der Führung des Geschäftes wurde Rost von 1857 bis 1868 von Adolf Refelshöfer, danach von Gustav Herre unterstützt. Am 1. Januar 1887 führte Rost seinen zweiten Sohn, Gustav Adolf Rost (* 1859; † 17. November 1934) ins Unternehmen ein, im Jahr 1891 seinen dritten Sohn, David Rost.
Hermann Rost, seine Eltern, seine beiden Ehefrauen Louise, geborene Winzer (1829–1867) und Julie Therese, geborene Winzer (1823–1884) und sein Sohn Adolf wurden – neben weiteren Angehörigen – im Erbbegräbnis der Familie Rost in der I. Abteilung (Nr. 20) des Neuen Johannisfriedhofs beerdigt.